# Grosse Pointe Woods
Cet article concerne la ville de Grosse Pointe Woods. Pour les communautés voisines homonymes, voir Grosse Pointe.

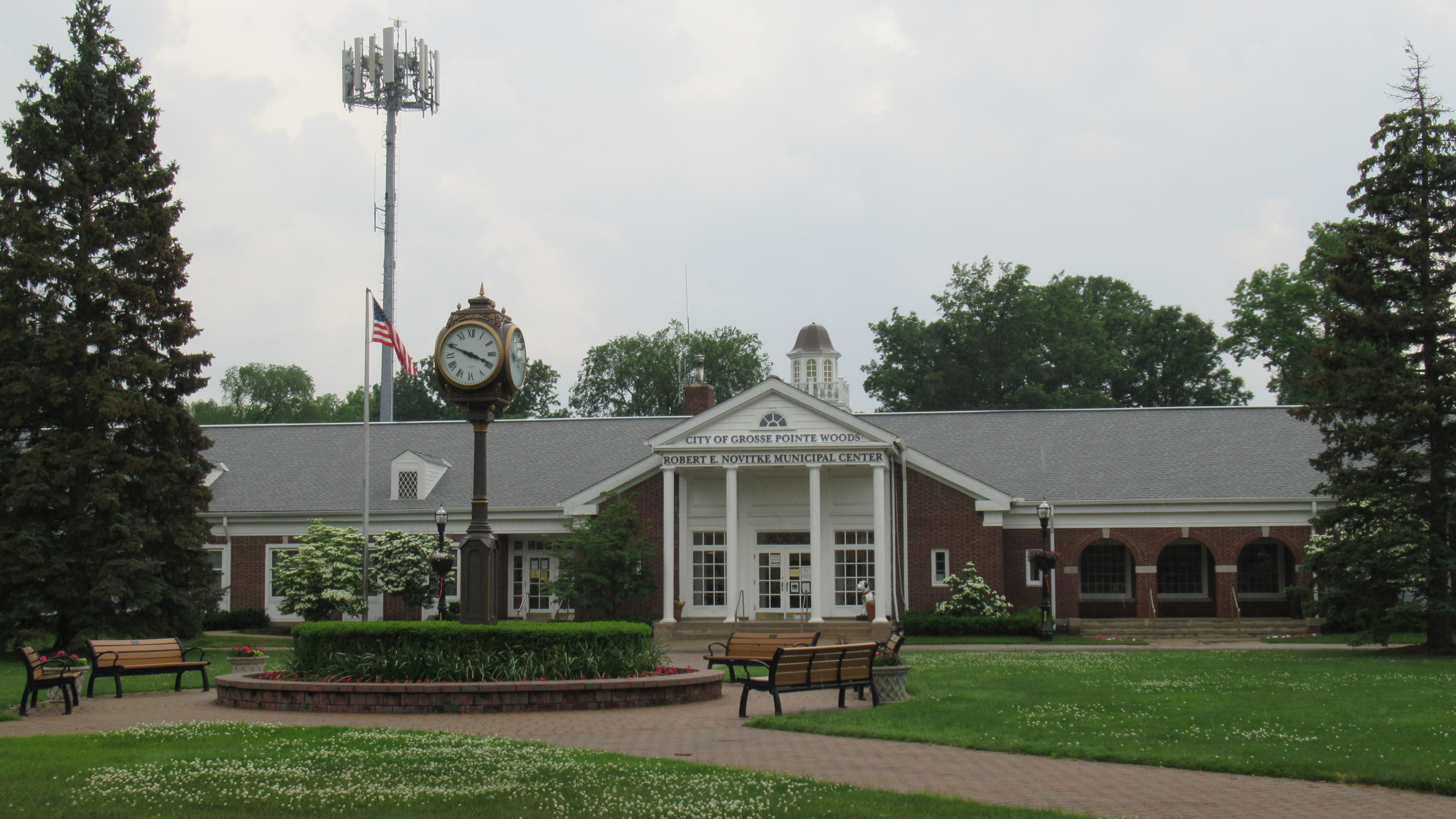
Centre municipal Robert E. Novitke

Grosse Pointe Woods est une ville située dans l’État américain du Michigan, dans le comté de Wayne. Elle est une banlieue de Détroit. Selon le recensement de 2000, sa population est de 17 080 habitants.